# Лайка (куче)
Вижте пояснителната страница за други значения на Лайка.
Лайка е първото куче, полетяло в орбита около Земята. То е изстреляно на борда на съветския изкуствен спътник „Спутник-2“ на 3 ноември 1957 г.
Кучето Лайка е намерено скитащо по улиците на Москва. То е 3-годишно женско куче, от смесена порода от семейство териер и тежи почти 6 кг. „Лайка“ е и названието на порода кучета, подобни на хъскито. Името ѝ е сменено на Кудрявка („къдрава“). Наричана е още Жучка („бръмбарче“) и Лимончик („лимонче“). Американската преса я нарича „Мутник“ (съчетание от английското „mutt“ – куче от смесена порода, и „Спутник“).
Лайка умира няколко часа след изстрелването от стрес и прегряване, вероятно причинени след неуспешното отделяне на излишния товар от животоподдържащия модул. Истинската причина и време на смъртта ѝ не са оповестени чак до 2002 г., а вместо това се твърди, че Лайка загива в резултат на привършване на кислорода или (както СССР настоява) тя е подложена на евтаназия преди да привърши кислородът. Въпреки че Лайка не оцелява, експериментът доказва, че жив пътник може да бъде изстрелян в орбита около Земята и да издържи на безтегловността. Това проправя пътя за полет на човек и осигурява на учените първите данни за това, как живите организми понасят полет в космоса.
Първите животни в космоса са плодовите мушици, изстреляни на немската ракета V2, заедно с пшенични и царевични зърна през юли 1946 г. Първата маймуна в Космоса е Алберт II през 1949 г., достигайки височина от 134 км. Предшественикът му Алберт I се задушава година по-рано, преди да достигне космическата бариера от 100 км. Чак през 1951 г. маймуна се завръща жива от Космоса. Това бил Алберт IV, в компания на 11 мишки.
На 11 април 2008 г. руснаците откриват малък паметник на Лайка, в близост до военната изследователска база, която подготвя полета. Той представлява куче, застанало на върха на ракета.

## Спутник-2
След успеха на Спутник-1, Никита Хрушчов поискал СССР да направят втори полет на 7 ноември – датата на 40-годишнината от Октомврийската революция. В процес на изработване бил много по-усъвършенстван спътник („Спутник-3“), но той нямало да бъде готов преди декември.
За да успеят да спазят крайния срок, трябвало да бъде довършен апарат от по-стария модел. Според руски източници официалното решение за полет на „Спутник-2“ било взето на 10 или 12 октомври, по-малко от 4 седмици пред полета. Това е и причината Спутник-2 да бъде направен толкова набързо и по груби скици.
Освен че щял да направи първия полет с живо същество на борда си, той бил оборудван и с техника за измерване на слънчевата радиация и космическото лъчение. След като излязъл в орбита, носовата част се освободила успешно, но „Блок А“ не се отделил според планираното, което пречело на топлинната система да работи нормално. Някои от топлинните изолации се повредили. Общият резултат бил, че температурата в кабината достигнала 40 °C (104 °F).

## Пътешествието на Лайка
И преди полета на Спутник-2 СССР и САЩ са изпращали животни, но само на суборбитални полети. За полета на „Спутник-2“ са били обучавани 3 кучета: Албина, Мишка и Лайка. Лайка била избрана и обучавана от руския космически учен Олег Газенко.
За да се адаптират кучетата към ограниченото пространство на малката кабина на „Спутник-2“, те били държани за периоди от 15 до 20 дни в прогресивно намаляващи клетки. Продължителните им затваряния в тесни пространства довели до спиране на уринирането и дефекацията им, което ги направило нервни и влошило здравословното им състояние. Разхлабителните не им помогнали много. Освен това кучета били поставени в центрофуга, която симулирала ускоряването на ракетата, както и в симулатори, в които те трябвало да свикнат с шумовете на кораба. Това ускорявало пулса им двойно и кръвното им налягане стигало 30 – 65 mm Hg. Кучетата били обучени и да ядат специален високохранителен гел, който щял да бъде тяхната храна в космоса.
Според документи на НАСА Лайка е била поставена в сателита на 31 октомври 1957 г. – 4 дни преди старта на мисията. Температурата на площадката за излитане била необичайно ниска за това време на годината и се наложило контейнерът да бъде свързан чрез маркучи с климатик, който да поддържа контейнера на Лайка топъл. 2-ма асистенти непрекъснато наблюдавали Лайка преди полета.
Малко преди изстрелването на 3 ноември 1957 г. от космодрума Байконур козината на Лайка била намазана със слаб алкохолен разтвор и след това внимателно пригладена. Местата за прикачване на електрическите сензори (електроди) били намазани с йод. Лайка била привързана с каишки, имала прикачени торбичка за изпражненията и жизнените ѝ показатели се наблюдавали с прикачените електроди.
Тясната кабина на Спутник-2 позволявала на кучето да лежи или да стои и била с мека облицовка. Въздушната система осигурявала кислород, а охлаждащият вентилатор бил настроен да се включи, когато температурата в кабината превиши 15 °C. Храната и водата били в желирана форма. Данните показват, че Лайка е била възбудена, но е яла от храната.
Сензорите показват, че по време на изстрелването, стойностите на пулса ѝ били три пъти по-високи от тези в спокойно състояние. След достигането на безтегловност, те намалели, но това отнело три пъти повече време, отколкото при тестовете на земята, явен показател за стрес. Данни, че Лайка е жива, са получавани приблизително от 5 до 7 часа от полета.
По план Лайка е трябвало да бъде умъртвена с храна след 10 дни. Много години изказванията от страна на СССР са твърде противоречиви – от това, че Лайка умряла от асфиксия (задушаване – кислороден глад), когато батериите се изтощили, до това, че била умъртвена. Имало е много слухове за това как точно е умряла. През 1999 г. няколко руски източника казват, че Лайка била умряла след 4 дни полет поради прегряването на кабината. През октомври 2002 г. истината е разкрита от д-р Димитри Малашенков – учен, участвал в подготовката на мисията на „Спутник-2“: Лайка е умряла между 5 и 7 часа след изстрелването, от прегряване и стрес. Негов доклад, който той представя на World Space Congress в Хюстън, Тексас, казва: „Беше практически невъзможно за толкова малко време да се създаде благонадеждна система за температурен контрол“. Накрая „Спутник-2“ бил разрушен при връщането му обратно в земната атмосфера на 14 април 1958 г. след 2570 орбити.

## Спорове
„Спутник-2“ не бил създаден да се завърне на Земята, така че Лайка била обречена още в началото. По света възниква дебат относно използването на животните в полза на науката. Много хора, включително съветски граждани, оценяват мисията като пропагандна новина.
Активистки групи, борещи се за правата на животните, призовават към публични протести пред съветските посолства Други демонстранти протестират пред сградата на ООН в Ню Йорк. Въпреки това американски лаборатории подкрепят руснаците.
През 1998 г. Олег Газенко – измежду учените, отговарящи за изпращането на Лайка в космоса, изразява съжаление, че е допуснал смъртта ѝ: „Колкото повече време минава, толкова повече съжалявам за това. От тази мисия не научихме достатъчно, за да оправдаем смъртта на кучето“.

## Лайка в поп културата
Полетът на Лайка я нарежда сред най-прочутите кучета в света. В Института за авиация и космическа медицина в Звездното градче край Москва през ноември 1997 г. е открита паметна плоча за загиналите космонавти. В единия ъгъл на тази плоча стои и образът на Лайка. Той е отпечатан и на няколко пощенски марки в различни страни по света. Марки шоколади и цигари също са наречени в нейна памет, много аукциони предлагат нейни сувенири.
На 9 март 2005 г. къс земя на Марс неофициално е наречен Лайка. Намира се близо до кратера Восток в Меридиани Планум. Изследван е от Марс експлорейшън ровър и по-точно от ровъра Опъртюнити. По същото време в Съединените щати е основано анимационното студио „Лайка“, наречено на кучето.
Лайка е включена и в сюжетите на много литературни произведения, в които най-често тя е спасена или оцелява. В романа Intervention на Джулиън Мей тя е спасена от симпатична раса извънземни.
Някои музикални групи са вдъхновени от кучето и се наименуват в негова чест (групите Laika Dog и Laika & The Cosmonauts). Кучето е обект и на песента „Лайка“ на групата Asian Kung-Fu Generation от последния им албум. Кучето е вдъхновението зад песента „Neighborhood №2 (Laika)“ на Arcade Fire.
Ice MC също създава песен за кучето – Laika.
Ирландско - норвежката певица EMMY създаде песен, посветена на кучето Лайка, с която Ирландия се представи на Евровизия 2025 - Laika Party.